# James Massey
Pour les articles homonymes, voir Massey.
James Lee Massey (né le 11 février 1934 à Wauseon, Ohio et mort le 16 juin 2013 à Copenhague) est un cryptologue américain. 

## Biographie
James Massey est ingénieur en électricité, diplômé de l'université Notre-Dame-du-Lac, Indiana. Il obtient un doctorat, consacré à la théorie des codes (« Threshold Decoding »), en 1962 au Massachusetts Institute of Technology (MIT). À la suite de son doctorat, il obtient un poste d'assistant professor, à l'université Notre-Dame-du-Lac. De 1977 à 1980, il enseigne d'abord au MIT puis à l'université de Californie à Los Angeles. Enfin, en 1980, il devient professeur du laboratoire de traitement du signal à l'École polytechnique fédérale de Zurich (EPFZ) en Suisse. Il reste à l'EPFZ jusqu'à ce qu'il prenne sa retraite le 1er avril 1998. 
James Massey a largement contribué aux domaines de la cryptographie et de la théorie de l'information. Pour ses publications et ses ouvrages, il a reçu plusieurs distinctions dont le prix Claude-Shannon, décerné par l'IEEE. En 1992, il reçoit la médaille Alexander Graham Bell également attribué par IEEE. Massey est à l'origine de plusieurs brevets.
Dans ses contributions les plus connues figure l'algorithme de chiffrement symétrique IDEA qu'il a conçu avec Xuejia Lai et que l'on retrouve par exemple dans openssl. On lui doit 
également un algorithme de cryptanalyse de registre à décalage, portant le nom de Berlekamp-Massey -- il s'agit d'une adaptation d'un algorithme de décodage des codes BCH dû à Elwyn Berlekamp.
Massey était membre de l'Académie nationale des sciences aux États-Unis et membre honoraire de la Swiss Academy of Engineering Sciences.